# Per Ovesen
Per Ovesen (født 1951, død 4. juni 2023) var en dansk atlet og medlem af IFK Aalborg. Han blev nummer 21 med 6941 point ved EM i tikamp i Helsingfors 1971 og satte sin personlige rekord ved DM på Østerbro Stadion samme år, da han blev nummer to efter Steen Smidt-Jensen. Året efter vandt Ovesen det danske tikampsmesterskab. Per Ovesen slog den daværende nordiske juniorrekord i 1969/70 med 7.098 point, som senere blev øget til 7.181 point i 1971. Rekorden blev overtaget efter en finne som havde haft rekorden i cirka ti år. Et par år efter gled rekorden over til en svensker.

## Danske mesterskaber
- Guld 1972 Tikamp 6237 point[3]
- Sølv 1971 Tikamp 7181p (nytabel 6995 p) (Serie: 11,3-6,78-13,86-1,85-5,11-15,6-43,45-3,90 50,78-44,25)

## Personlige rekorder
- 100 meter: 11,0 s, Skive Stadion 13. juli 1971
- 400 meter: 50,2 s, Århus Stadion 28. juli 1973
- 110 meter hæk: 15,4 s, Papendal, Holland 9. juli 1972
- 200 meter hæk: 27,3 s, Skovdalen Atletikstadion, Aalborg 14.juli 1968
- 400 meter hæk: 56,2 s, Scheessel, Vesttyskland 18. juli 1971
- Længdespring: 7,04 m, Olympiastadion, Helsinki, Finland 11. august 1971
- Stangspring: 4,00 m, Olympiastadion, Helsinki, Finland 12. august 1971
- Kuglestød: 14,74 m, Skovdalen Atletikstadion, Aalborg 13. oktober 1973
- Diskoskast: 43,80 m, Skovdalen Atletikstadion, Aalborg 12. juni 1973
- Femkamp: 3442 point, Grenå 15. juli 1972
- Tikamp: 6995 point, Østerbro Stadion 10-11. juli 1971 (Serie: 11,3-6,78-13,86-1,85-5,11-15,6-43,45-3,90 50,78-44,25)